# Fuglholm
Fuglholm er en lille holm, ved den nordøstlige ende af Thyholm (Hvidbjerg Sogn, Struer Kommune). Den ligger i Kås Bredning i Limfjorden , overfor sydvestenden af Mors. Den er forbundet med Thyholm med en smal sandtange. Fuglholm indgår sammen med Munkholm Odde og Katholm Odde og Plethøj Plantage i en 87 hektar stor naturfredning der blev oprettet i 1978. Det fredede kystområde der er præget af krumodder og laguner er et yndet yngle og rasteområde for vade- og svømmefugle.